# Renhuai

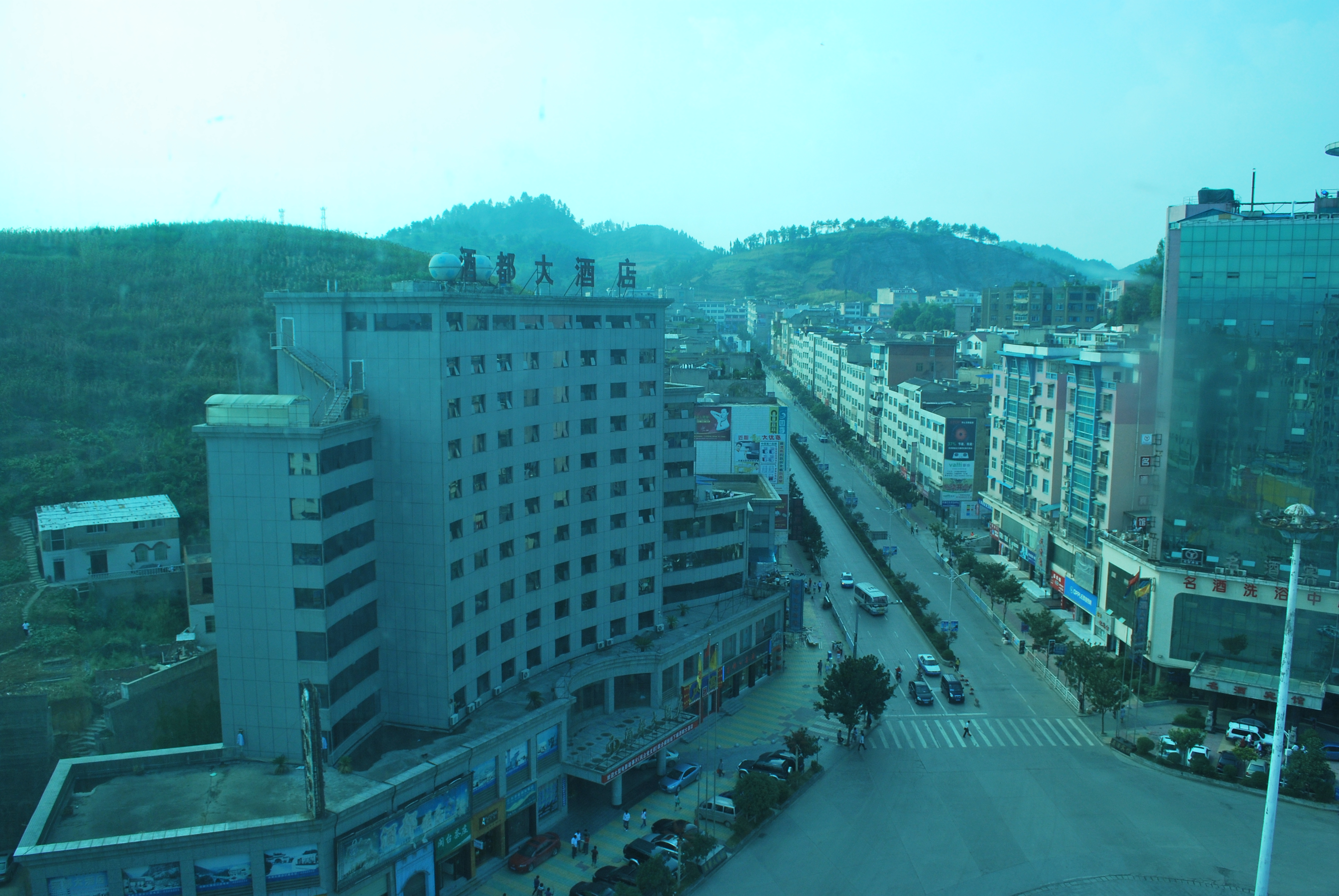
Panorama von Renhuai

Renhuai (chinesisch 仁怀市, Pinyin Rénhuái Shì) ist eine kreisfreie Stadt, die zum Verwaltungsgebiet der bezirksfreien Stadt Zunyi in der chinesischen Provinz Guizhou gehört. Sie hat eine Fläche von 1.789 km² und zählt rund 562.900 Einwohner (Stand: Ende 2018). Regierungssitz ist das Straßenviertel Zhongshu 中枢街道.

## Administrative Gliederung
Auf Gemeindeebene setzt sich die kreisfreie Stadt aus drei Straßenvierteln, zwölf Großgemeinden, fünf Gemeinden und einer Nationalitätengemeinde zusammen. Diese sind:
- Straßenviertel Zhongshu (中枢街道)
- Straßenviertel Canglong (苍龙街道)
- Straßenviertel Yanjin (盐津街道)
- Großgemeinde Changgang (长岗镇)
- Großgemeinde Daba (大坝镇)
- Großgemeinde Erhe (二合镇)
- Großgemeinde Hema (合马镇)
- Großgemeinde Jiucang (九仓镇)
- Großgemeinde Luban (鲁班镇)
- Großgemeinde Maoba (茅坝镇)
- Großgemeinde Maotai (茅台镇)
- Großgemeinde Sanhe (三合镇)
- Großgemeinde Xitou (喜头镇)
- Großgemeinde Wuma (五马镇)
- Großgemeinde Yunchang (坛厂镇)
- Gemeinde Gaodaping (高大坪乡)
- Gemeinde Huoshigang (火石岗乡)
- Gemeinde Longjing (龙井乡)
- Gemeinde Shatan (沙滩乡)
- Gemeinde Xuekong (学孔乡)
- Gemeinde Houshan der Miao und Bouyei (后山苗族布依族乡)